# حدأة إفريقية خطافية الذيل
حدأة أفريقية خطافية الذيل (الاسم العلمي: Chelictinia riocourii) (بالإنجليزية: Scissor-tailed Kite)، هو طائر جارح ينتمي إلى البازية (فصيلة: Accipitridae) .